# Liuixalus
Liuixalus is een geslacht van kikkers uit de familie schuimnestboomkikkers (Rhacophoridae). De groep werd voor het eerst wetenschappelijk beschreven door Jia-tang Li, Jing Che, Raoul Harley Bain, Er-mi Zhao en Ya-ping Zhang in 2008.
Lange tijd was het geslacht monotypisch en werd het slechts door een enkele soort vertegenwoordigd; Liuixalus romeri. Later werden enkele Philautus- soorten aan het geslacht toebedeeld. In 2015 werden drie recentelijk ontdekte soorten toegekend aan deze groep van kikkers, waaronder Liuixalus feii. Tegenwoordig zijn er zeven verschillende soorten.
De soorten komen voor in delen van Azië en leven in China tot in noordelijk Vietnam.

## Taxonomie
Geslacht Liuixalus
- Soort Liuixalus calcarius
- Soort Liuixalus feii
- Soort Liuixalus hainanus
- Soort Liuixalus jinxiuensis
- Soort Liuixalus ocellatus
- Soort Liuixalus romeri
- Soort Liuixalus shiwandashan

Beddomixalus · 
Chiromantis · 
Feihyla · 
Ghatixalus · 
Gracixalus · 
Kurixalus · 
Liuixalus · 
Mercurana · 
Nasutixalus · 
Nyctixalus · 
Philautus · 
Polypedates · 
Pseudophilautus · 
Raorchestes · 
Rhacophorus · 
Taruga · 
Theloderma